# هجوم معسكر هولواي
وقع الهجوم على معسكر هولواي في الساعات الأولى من يوم 7 فبراير 1965، في المراحل الأولى من حرب فيتنام. كان معسكر هولواي مرفقًا لطائرات الهليكوبتر أنشأه جيش الولايات المتحدة بالقرب من بليكو في عام 1962.
بُني لدعم عمليات القوات العسكرية العالمية الحرة في المرتفعات الوسطى بجنوب فيتنام.